# شرخر (فیلم ۲۰۱۸)
 شرخر  (به انگلیسی: The Debt Collector) فیلمی در ژانر اکشن و کمدی به کارگردانی جسی وی. جانسون است که در سال ۲۰۱۸ منتشر شد. از ستارگان فیلم می توان به اسکات ادکینز ، لوئیس ماندیلور و ولادیمیر کولیچ اشاره کرد. دنباله‌ای برای این فیلم تحت عنوان شرخر ۲ و شناخته‌شده در بریتانیا با نام بازپرداخت (به انگلیسی: PayBack) در سال ۲۰۲۰ منتشر شد.

## داستان
- آقای فرانسوی (اسکات ادکینز)صاحب باشگاه رزمی ورشکسته ای است که به‌دلیل مشکلات مالی وارد کار تحصیلداری میشود و با سو (لویس ماندلیور) همکار میشود اما خیلی زود متوجه میشود که این کار با معیار های اخلاقی او سازگار نیست و ...

## دنباله
دنباله این فیلم نیز با عنوان شرخر ۲ در سال ۲۰۲۰ توسط کمپانی ساموئل گلدوین فیلمز منتشر گردید.